# Anżero-Sudżensk
Anżero-Sudżensk (ros. Анжеро-Судженск) – miasto w azjatyckiej części Rosji, w obwodzie kemerowskim, 115 km na północ od centrum administracyjnego – miasta Kemerowo, na trasie kolei transsyberyjskiej. Wchodzi w skład okręgu miejskiego Anżero-Sudżensk.
W 2013 liczba ludności w mieście wynosiła 74 990, w okręgu miejskim – 80 248.

## Historia
(źródło – oficjalna strona internetowa miasta)
Stacja kolejowa Anżerska znajduje się na 3596 km Transsiba, czyli kolei transsyberyjskiej, która dotarła do osady górników węgla stanowiącej początki dzisiejszego miasta w 1898 roku. Najbliższą sąsiednią stacją była Sudżenka – 9 wiorst od niej znajdowała się osada Sudżenskoje, zamieszkała przez 1600 ludzi.
Rozwój osad szedł w parze z rozwojem kopalni, których w Sudżenskoje w momencie wybuchu rewolucji październikowej było 11; od 1899 ich jedynym właścicielem był adwokat Lew Aleksandrowicz Michelson. W Anżersku kopalnie były własnością państwa, wydobycie rozpoczęto w 1898, było ich w 1914 cztery (trzy dodatkowo w budowie). W 1915 kopalnie obu osad wydobywały 92% urobku węgla całego regionu.
Rewolucja dotarła do kopalnianych osad 3 marca 1917 – na wieść o upadku caratu górnicy Anżerki i Sudżenki zorganizowali mityng. Rok później – 11 maja 1918 dekretem Lenina znacjonalizowano sudżeńskie kopalnie.
W 1928 połączone osady Anżersk i Sudżensk utworzyły osiedle typu miejskiego, które w 1931 otrzymało prawa miejskie jako Anżero-Sudżensk.
W czasie II wojny światowej, po napaści Niemiec na ZSRR, miasto było ważnym ośrodkiem produkcji przemysłowej (tu trafiały ewakuowane ze wschodu fabryki budowy maszyn, remontu wagonów, zakłady chemiczno-farmaceutyczne), przede wszystkim jednak nadal ośrodkiem wydobycia węgla. Historia miasta podkreśla dzień 16 kwietnia 1942, kiedy to sztygar kopalni 5/7 F. N. Tkaczenko jako przodkowy ustanowił rekord pracy, wypełniając normę w 1013%. Dodać trzeba, że w latach czterdziestych w kopalni pracowały także brygady kobiece (ponad 20 000 mieszkańców – mężczyzn poszło na front, nie powróciło z nich 7400) – w 1942 do sztolni zjeżdżały 1532 kobiety. W latach 1941–1945 w kopalniach wydobyto prawie 15,5 mln ton węgla.
W mieście zorganizowano w czasie wojny 11 szpitali na 6785 łóżek, zajmując kilkanaście najbardziej odpowiednich do tego budynków szkolnych i administracyjnych (patrz zdjęcie w infoboksie).
Po wojnie w zakładach przemysłowych i kopalniach w dalszym ciągu realizowano „wyścig pracy”, którego efektem było między innymi uzyskanie w czasach ZSRR przez 6 górników tytułu Bohater Pracy Socjalistycznej, przez 448 – orderu Lenina, przez 34 tytułu Zasłużony Górnik itp. Od czasu założenia pierwszej kopalni w 1897 do czasów współczesnych wydobyto ponad 300 mln ton węgla.
Miasto szczyci się osiągnięciami w sferze oświaty, ochrony zdrowia i kultury. Wybudowano kinoteatr, odwiedzany corocznie przez ponad 800 000 widzów, utworzono zespół teatralny. W 1958 w centrum miasta otwarto Dom Sportowca, a w latach 80. – kompleks sportowy „Junost'” z basenem pływackim.
Pierestrojka zaczęła się w mieście od kopalni „Sybirska”, która w 1986 przeszła na własny rozrachunek. Położenie mieszkańców pogarszało się jednakże z roku na rok. 15 lipca 1989 odbył się mityng, górnicy wybrali komisaryczne władze miasta. Ratunek widziano w prywatyzacji – rozpoczęto ją w 1991 od zakładów budowy maszyn.
Lata dziewięćdziesiąte to dla miasta spadek produkcji przemysłowej do 1/4, wzrost bezrobocia i czas tzw. wojen kolejowych. Podczas górniczych protestów (m.in. po likwidacji nierentownych kopalni w 1996 – utrata ponad 15% miejsc pracy) zablokowano kolej transsyberyjską w październiku 1994, kwietniu 1997 i sierpniu 1998. Następuje emigracja zarobkowa, w 1997 liczba mieszkańców zmniejsza się o ponad 1 500.
W 1999 sytuacja zaczyna zmieniać się na lepsze. W 1998 zwiększono wydobycie węgla dzięki zastosowaniu nowych technik, rozwijał się średni i mały biznes. W kolejny wiek miasto wchodziło, wychodząc z ekonomicznego kryzysu.

## Czasy współczesne
W 2004 połączono kopalnie Anżero-Sudżenska w przedsiębiorstwo „Anżerskoje”, które odnosi sukcesy ekonomiczne – w 2005 wydobyto ponad milion ton węgla.
W 2005 wartość roczna produkcji zakładów maszynowych „Anżeromasz” przekroczyła miliard rubli, zakłady otrzymują złoty medal na międzynarodowych targach „Ugol Rossii i Majning”.
Mały biznes miasta to ponad 1000 przedsiębiorstw, zatrudniających ponad 7 000 osób.
4 grudnia 2008 oddano do eksploatacji «Nowo-Anżerską» elektrownię najnowszej konstrukcji, inwestycję za 3,6 mld rubli, największą w rejonie syberyjskim.
Jesienią 2008 wpływ kryzysu światowego zahamował rozwój miasta, po raz kolejny najbardziej uderzając w górnictwo i przemysł bezpośrednio z nim związany. Wydobycie i produkcja spadły o połowę lub więcej. Górników i robotników wysyłano na przymusowe urlopy, skracano czas pracy. Przerwano budowę nowych zakładów i remonty istniejących.
Od 2010 datuje się ponowny rozwój ekonomiczny miasta. 3 września 2010 rozpoczyna pracę pierwszy odwiert naftowy nowego zakładu „Anżerski”, co oznacza od razu 150 nowych miejsc pracy, perspektywę produkcji paliw.
13 października 2010 oddano do eksploatacji drugą podstację elektroenergetyczną za 450 miliardów rubli.
W 2012 uruchamiano kolejne zakłady rafineryjne związane z zakładem „Anżerski”, co było związane m.in. z koniecznością montażu ogromnej sieci rurociągów – 120 km podziemnych, ponad 100 km nadziemnych, oraz 800 km przewodów sieci energetycznej. Przewidywany koszt całej inwestycji (przy dotychczasowym nakładzie 16 mld rubli) – do 2017: 57 mld rubli.
W przeddzień święta na ul. Lenina zamontowano pierwszy w mieście sygnalizator świetlny z urządzeniem – przyciskiem dla pieszych zmieniającym światło. Przed rozpoczęciem nowego roku szkolnego na terenie szkoły nr 3 odsłonięto obelisk poświęcony wychowankowi szkoły Germanowi Panfiłowi, bohatersko poległemu w Afganistanie.
W mieście rozwinął się przemysł maszynowy, chemiczny, szklarski, materiałów budowlanych, odzieżowy oraz spożywczy.

## Strefa czasowa
Miasto, jak i cały obwód kemerowski należy do omskiej strefy czasowej (OMST). UTC +7:00 przez cały rok.

## Multimedia
- telewizja miejska „Anżerskoje telewidenje”;
- rozgłośnia radiowa „Radio Anżero-Sudżenska”;
- Web-kamery: widok z trzech kamer, ustawionych na budynku administracji miejskiej.